# Momo (alimento)

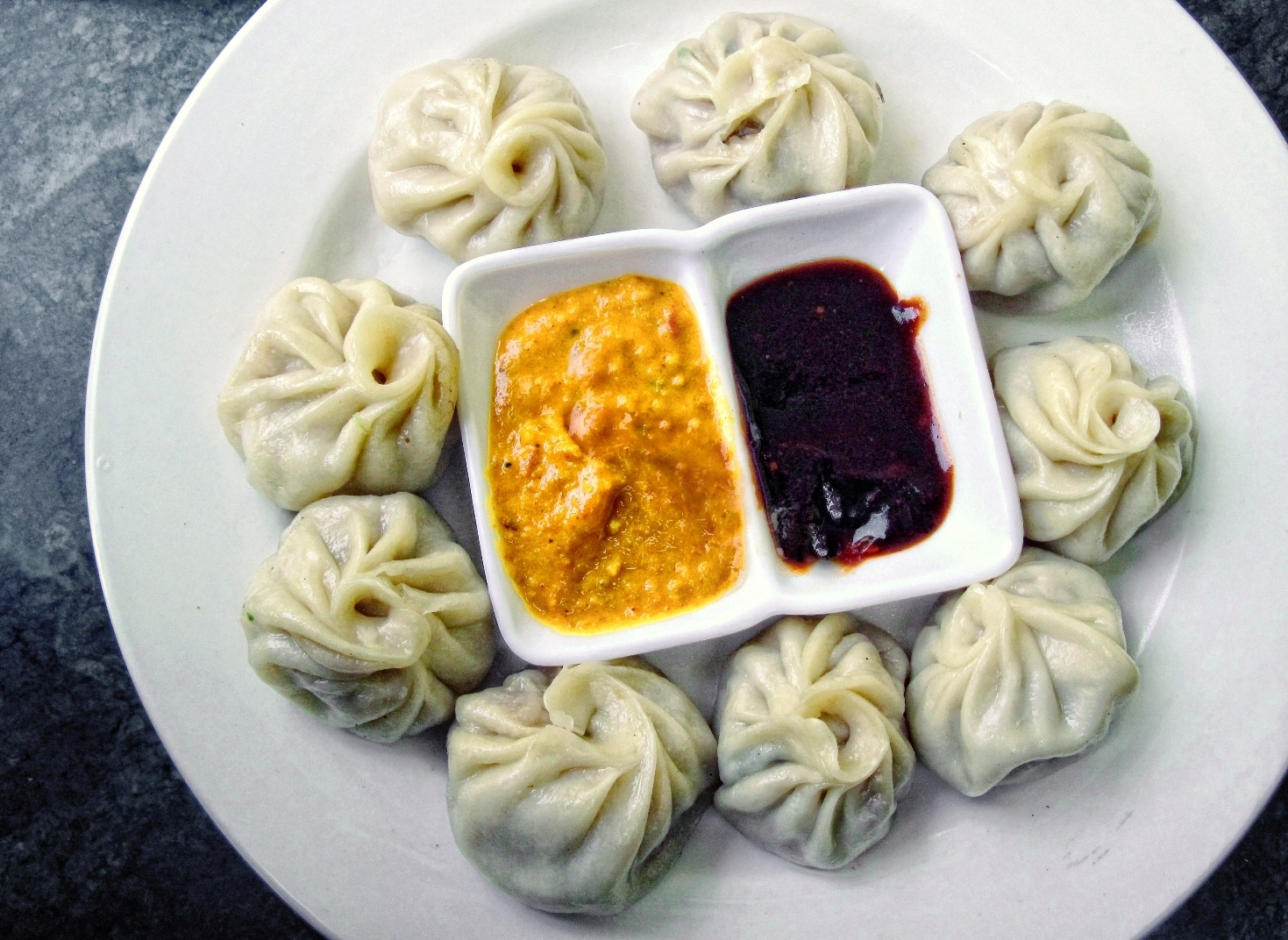
momo no Nepal

O momo (nepalês: म:म:; tibetano: མོམོག་ mog mog) é um prato típico das cozinhas Nepalesa, tibetana, de Sikkim e da Bengala Ocidental (particularmente no distrito de Darjeeling).  Consiste tipicamente de um recheio de legumes ou de carne moída dentro de um invólucro de massa.